# Zhang Yue
Zhang Yue (30 de setembro de 1990) é uma futebolista profissional chinesa que atua como goleira.

## Carreira
Zhang Yue fez parte do elenco da Seleção Chinesa de Futebol Feminino, nas Olimpíadas de 2016. 